# Australrohrsänger
Der Australrohrsänger (Acrocephalus australis, Syn.: Acrocephalus agricola australis) ist ein Singvogel aus der Gattung der  Rohrsänger (Acrocephalus) und der Familie der Rohrsängerartigen (Acrocephalidae).
Diese Art ist der einzige regelmäßig in Australien vorkommende Rohrsänger. Weiter kommt er in Indonesien, Neuguinea und dem Bismarck-Archipel vor.

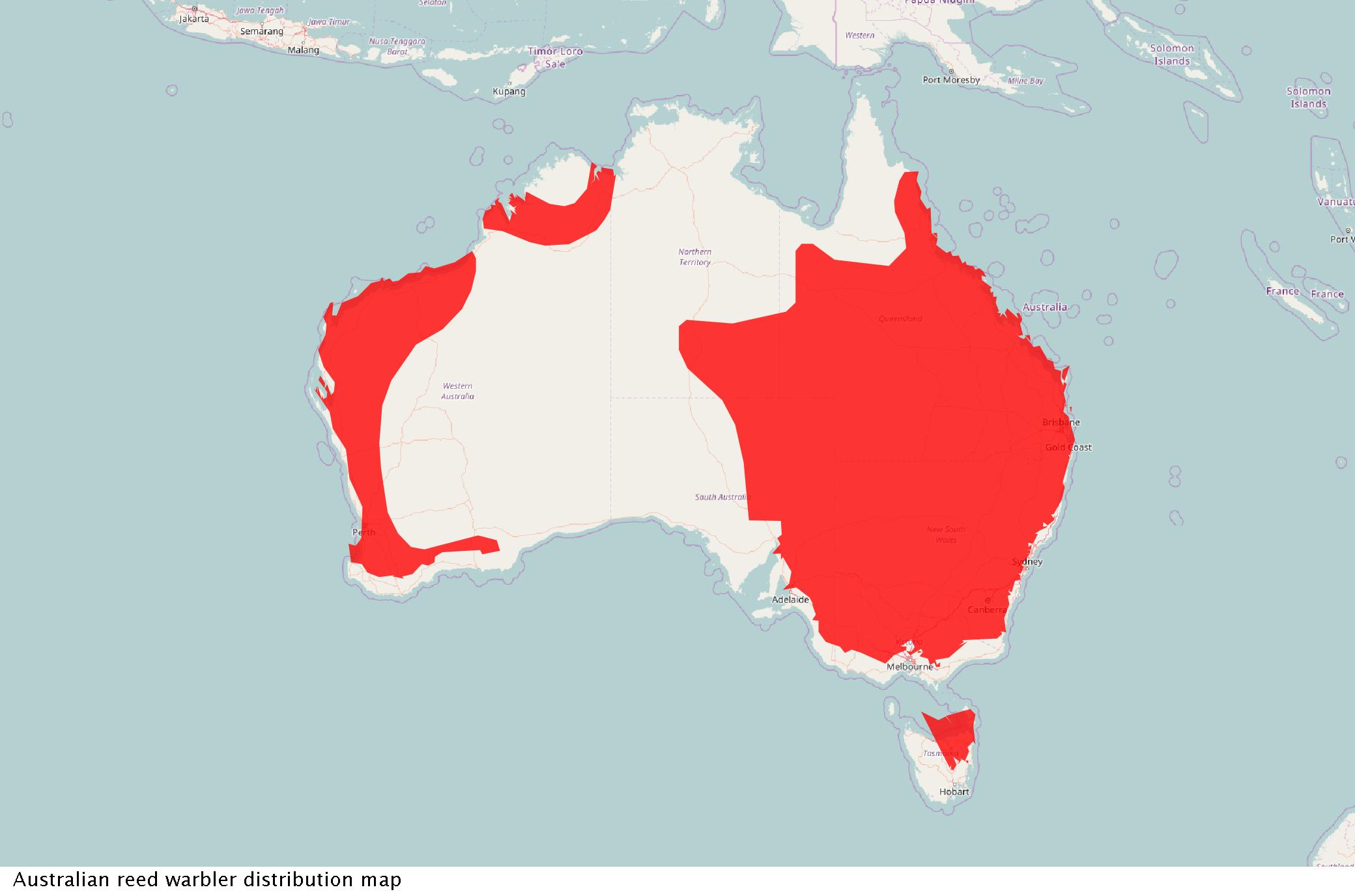
Verbreitungskarte des Australrohrsängers

Der Lebensraum  umfasst Sumpfgebiete, Seeufer, stehende und fließende Gewässer sowie bewässertes Kulturland.
Die Art brütet bevorzugt in Schilfrohren und Rohrkolben, auch Pampasgras, aber auch in Bäumen und Büschen.
Das Artepitheton bezieht sich auf das Verbreitungsgebiet.
Früher wurde die Art als Unterart (Ssp.) des Stentorrohrsängers (Acrocephalus stentoreus) angesehen.

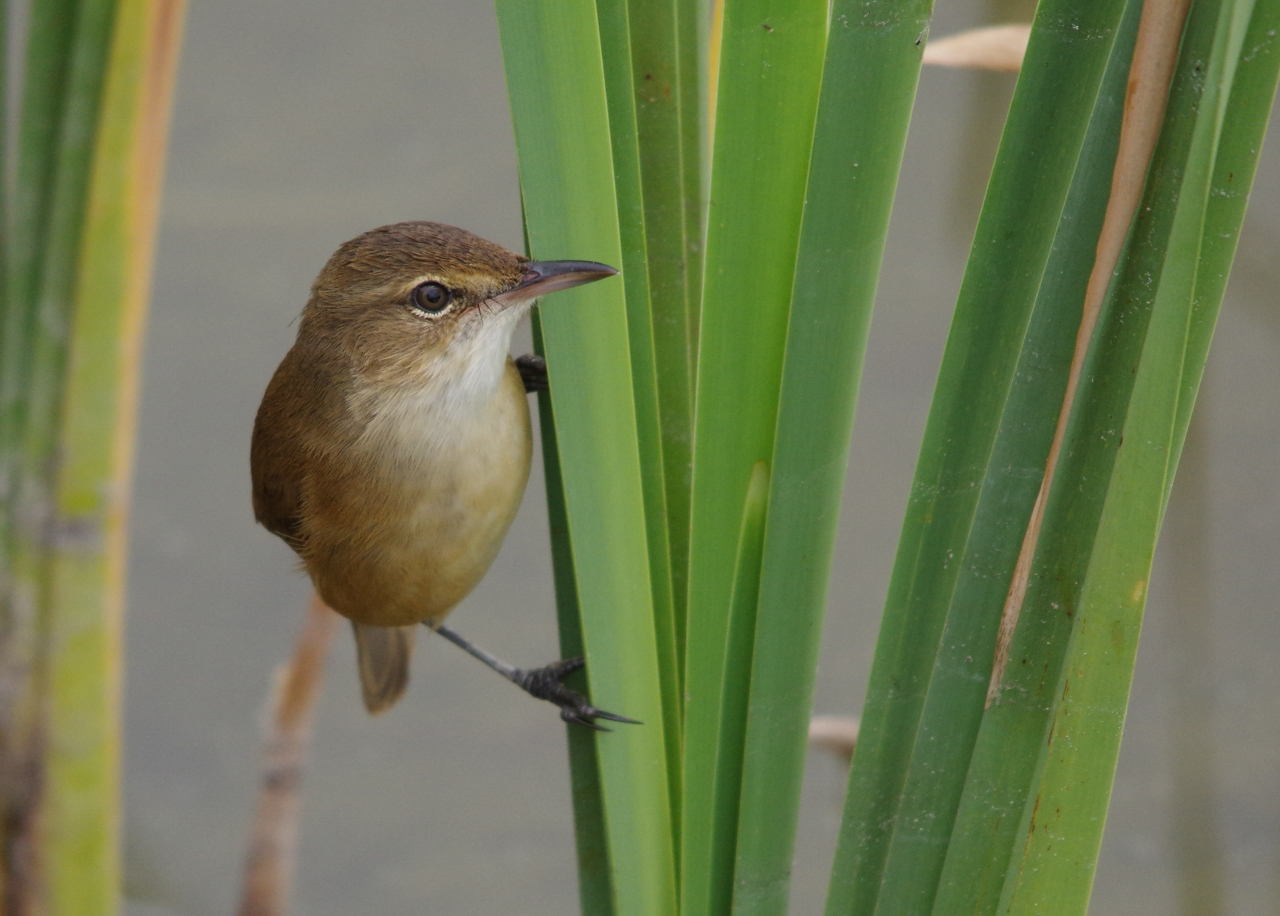

## Merkmale
Die Art ist 15–16 cm groß. Dieser Rohrsänger ist mittelgroß, hat kurze Flügel, einen langen Schwanz und langen Schnabel. Die Oberseite ist schlicht braun bis olivbraun, der Kopf etwas dunkler. Der Überaugenstreif ist blass gelbbraun, der Bartstreif ist graubraun, die Ohrdecken gelblich-braun, nach hinten zu dunkler werdend. Die Flügel und der Schwanz sind dunkelbraun, die Unterseite weißlich, heller an der Kehle, etwas zimtfarben an den Flanken und der Brust seitlich. Die Iris ist dunkel, der Schnabel braun, die Beine schwarzbraun. Die Geschlechter unterscheiden sich nicht. Jungvögel sind dunkler gefiedert als Altvögel.

## Geografische Variation
Es werden folgende Unterarten anerkannt:
- A. a. sumbae E. J. O. Hartert, 1924 – Kleine Sundainseln, Neuguinea, Bismarck-Archipel und die Salomonen
- A. a. gouldi Dubois, AJC, 1901 – Westaustralien
- A. a. australis (Gould, 1838), Nominatform – Ost- und Südostaustralien

## Stimme
Der Gesang wird als reiches und musikalisches Zwitschern „twitchy-twitchy-twitchy-quarty-quarty-quarty“ beschrieben.

## Lebensweise
Die Nahrung besteht aus Insekten einschließlich Libellen, Zweiflüglern, Heuschrecken, Käfern und Spinnentieren, die in dichter Vegetation gesucht werden.
Die Art ist monogam und teilweise polygyn. Die Brutzeit mit zwei Bruten liegt zwischen September und Februar, das von beiden Altvögeln gebaute Nest hängt 30–200 cm oberhalb der Wasseroberfläche. Das Gelege besteht aus 2–4 Eiern, die vom Weibchen über etwa 14 Tage ausgebrütet werden; die Jungvögel werden von beiden Elternvögeln gefüttert.

## Gefährdungssituation und Bestand
Die Art wird wegen des sehr großen Verbreitungsgebietes von etwa 24.600.000 km² und der stabilen Bestände in der Roten Liste der IUCN als nicht gefährdet (Least Concern) eingestuft. Es werden keine Bedrohungen genannt.